# 谷村 (大分県)
谷村（たにむら）は、大分県大分郡にあった村。現在の由布市の一部にあたる。

## 地理
大分川の流域に位置していた。

## 歴史
- 1889年（明治22年）4月1日、町村制の施行により、大分郡谷村、小野村、筒口村、篠原村が合併して村制施行し、谷村が発足[1][2]。旧村名を継承した谷、小野、筒口、篠原の4大字を編成[2]。
- 1894年（明治27年）11月29日、大分郡西稙田村大字鬼崎の同尻・小野地区を編入[1][2]。
- 1954年（昭和29年）10月1日、大分郡挾間村、石城川村、由布川村と合併し、挾間村が存続して廃止された[1][2]。

## 産業
- 農業